# Sidi Bousber
Sidi Bousber  (in arabo سيدي بوصبر‎?) è un centro abitato e comune rurale del Marocco situato nella provincia di Ouezzane, regione di Tangeri-Tetouan-Al Hoceima. Conta una popolazione di 10 528 abitanti (censimento 2014).